# Чирешану (Прахова)
Чирешану (рум. Cireșanu) насеље је у Румунији у округу Прахова у општини Баба Ана. Oпштина се налази на надморској висини од 92 m.

## Становништво
Према подацима из 2002. године у насељу је живело 1064 становника, од којих су сви румунске националности.